# الرومانية الكاثوليكية في الصين

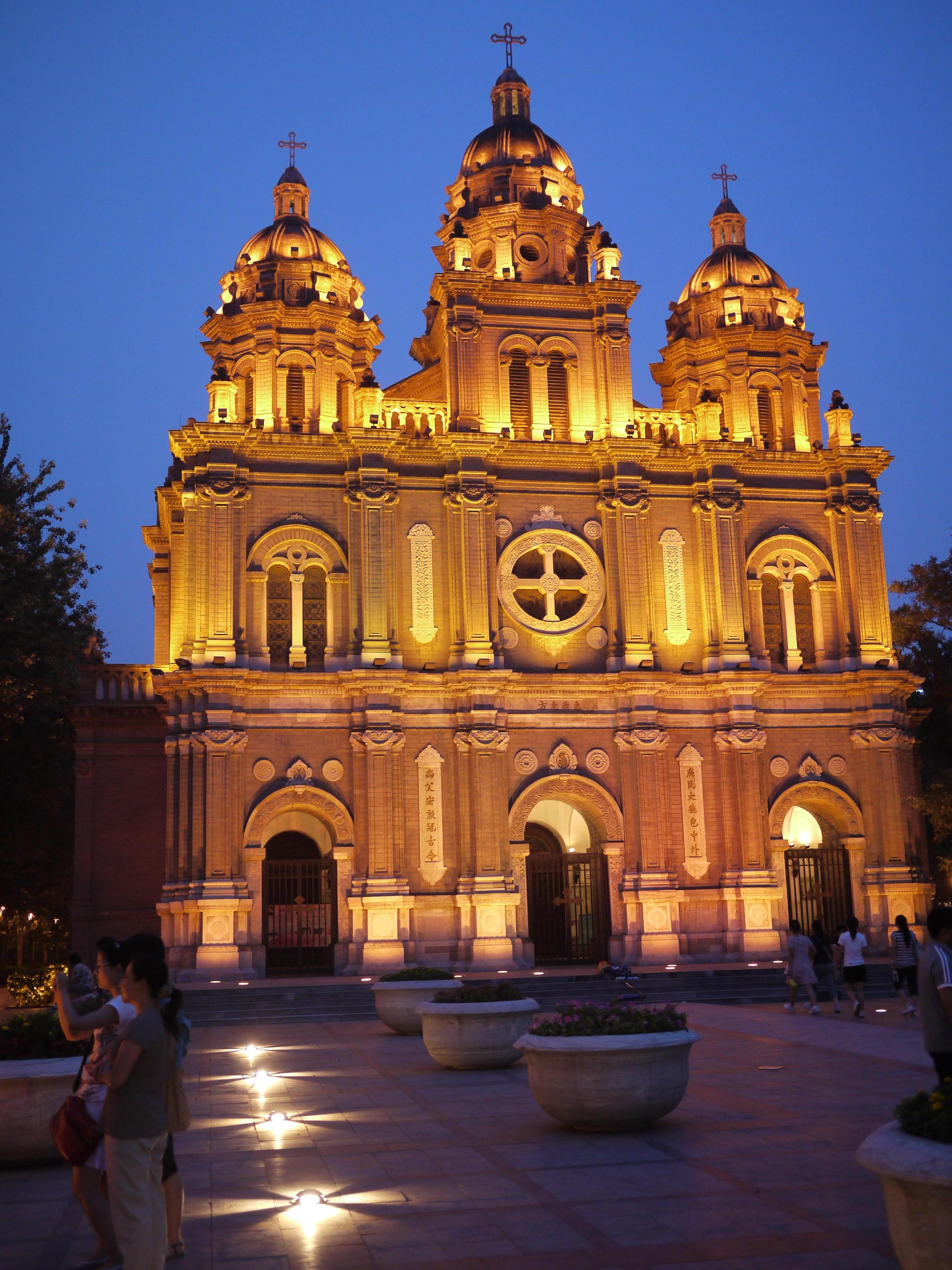
كاتدرائيَّة القديس يوسف في مدينة بكين.

للكنيسة الرومانية الكاثوليكية في الصين (بالصينيَّة: 天主教) تاريخ عريق وطويل في الأراضي الصينية، خصوصاً من خلال البعثات التبشرية للمبشرون الفرنسيسكان في القرن الثالث عشر، والمبشرين اليسوعيين في القرن السادس عشر. ولعبت الجهود اليسوعية التبشيرية بين القرن السادس عشر والسابع عشر دورًا هامًا في مواصلة نقل المعرفة والعلوم والثقافة بين الصين والغرب، وأثرت على الثقافة المسيحية في المجتمع الصيني اليوم. ومن أبرز الآثار التي تركها اليسوعيين كانت كان ترجمة آثار الفلسفة الصينية القديمة إلى لغات أوروبا وبالتالي عرّف اليسوعيين الشعب الصيني على العلوم الغربية والرياضيات والفلك والطب، وعرّفوا العالم الغربي على الثقافة والفلسفة الصينية.
بعد وصل الحزب الشيوعي الصيني لسدة الحكم عام 1949، طُرد كل من المبشرون الكاثوليك والبروتستانت من البلاد، ونظر للكنيسة كجزء من الإمبريالية الغربية. في عام 1957، أنشأت الحكومة الصينية الرابطة الكاثوليكية الوطنية الصينية، والتي ترفض سلطة الكرسي الرسولي بتعيين أساقفة خاصة بهم. حيث حاول الحزب الشيوعي الصيني عزل الكنائس المسيحية عن الخارج لتأمين تحكمه التام بها. الأ أنَّ مسيحيين كثيرين يرفضون هذا التدخل السياسي، ويتعبد الكاثوليك غير المنضوين تحت سلطة الرابطة الكاثوليكية الوطنية الصينية إلى كنائس سرية في المنازل، وهذه الكنائس المنزلية ليست مسجلة لدى السلطات وغير معترف بها. ولذلك، فإنها غير شرعية. ويُقدَّر عدد الكاثوليك في الصين بـحوالي 12 مليون شخص، نصفهم من الكنيسة الرسمية ونصفهم من الكنيسة السرية. ولا تقيم الصين علاقات رسمية مع الفاتيكان. ولا تعترف الكنيسة الكاثوليكية الرسمية في الصين بقيادة البابا لها. يمكن أن يؤدي إظهار الإخلاص للبابا إلى صعوبات جدية. وتوضح ذلك قضية ماه داكين، ففي عام 2014 نصبته الكنيسة الرسمية كأسقف في شانغهاي، واعترف الفاتيكان أيضاً به. وعندما أعلن الأسقف انشقاقه عن الكنيسة الحكومية، فُرضت الإقامة الجبرية عليه. فمن يتمرد، يتعرض للمضايقات، وخاصة القساوسة والأساقفة، ويشار في هذا السياق إلى الأسقف ليو غواندونغ الذي توفى مؤخرا وقد تجاوز التسعين، وكان قد قضى 30 سنة في السجن. ورغم الإفراج عنه عام 1981، إلا السلطات فرضت عليه مراقبة صارمة. ولذلك اختفى الأسقف منذ عام 1997، إذ أنه «رفض أي حل وسط مع السلطات». ويضيف أن مصير غواندونغ يشبه مصير غيره من رجال الدين المسيحي. ويشير مصدر إلى تحول بين 60,000 إلى 70,000 صيني سنوياً إلى المذهب الكاثوليكي.